# Segunda División de México 2008-09
La Temporada 2008-2009 de la Segunda División  fue la LIX temporada de torneos de la Segunda División de México. Fue dividida en dos torneos cortos: El Apertura 2008 y el Clausura 2009.
A partir de esta temporada y con el objetivo de facilitar la administración de la categoría, se dividió en dos ligas: la Liga Premier de Ascenso con los equipos considerados como aptos para las categorías profesionales del fútbol mexicano formada por 42 clubes, y la Liga de Nuevos Talentos, competición en la cual se integrarían los clubes en formación o de fuerzas básicas y en cuyos orígenes estuvo integrada por 34 conjuntos.
Respecto a la temporada anterior se dieron los siguientes cambios de equipos por razones administrativas:
- El Mérida FC obtuvo una plaza en la Primera División A tras convertirse en equipo filial de Monarcas Morelia,[2] motivo por el cual el FC Itzaes-Yucatán se convirtió en su filial y pasó a denominarse Mérida B.
- La franquicia Soles de Acolman se transformó en Celaya FC.[3]
- Se oficializó la compra del Club de Fútbol Palmeros por la Universidad de Colima, lo que dio paso al nacimiento de los Loros de la Universidad de Colima. Si bien, desde el Clausura 2008 ya se había dado el cambio en esta temporada se hizo oficial.[4]
- El Club Deportivo Autlán desaparece tras ser adquirido por el empresario Ariel Villalobos, quien trasladó al equipo a Guadalajara para resurgir al Club Deportivo Oro.[5]

## Temporada 2008-09 Liga Premier de Ascenso
La Temporada 2008-09, la primera en el formato de Liga Premier de Ascenso, se dividió en dos torneos cortos: el Apertura 2008, celebrado entre los meses de agosto y diciembre, y el Clausura 2009, que se jugó entre enero y junio. El campeonato de primera vuelta fue ganado por el Mérida FC B, que debió enfrentarse al campeón de la segunda ronda, el equipo de la Universidad del Fútbol, finalmente el conjunto meridano se proclamó campeón de la temporada y ganó su pase a la nueva Liga de Ascenso.

### Sistema de competición
El sistema de competición de este torneo se desarrolló en dos fases:
- Fase de calificación: que se integra por las 17 jornadas del torneo.
- Fase final: que se integra por los partidos de ida y vuelta en rondas de cuartos de final, de semifinal y final.

#### Fase de calificación
En la fase de calificación se observó el sistema de puntos. La ubicación en la tabla general está sujeta a lo siguiente:
En la fase de calificación se observó el sistema de puntos, apareciendo en los calendarios de juego 
primero el nombre del club local seguido del nombre del club visitante. 
La ubicación en las Tablas de Clasificación por Grupo fue sujeta al número de puntos obtenidos en 
cada partido de acuerdo al resultado. 
- Por juego ganado: 3 puntos
  - Si el equipo visitante ganó el juego por diferencia de dos goles, se le otorgó 1 punto adicional. Aplicó únicamente para partidos jugados; no para partidos ganados por motivo de resolución.

- Por juego empatado: 1 punto
  - Tratándose de empates a dos o más goles, fue obligatoria la participación de los Equipos participantes en una serie de tiros penales, conforme al criterio establecido en el Artículo 31 del presente Reglamento; otorgándosele 1 punto adicional al Equipo que resulte ganador de dicha serie.

- Por juego perdido: 0 puntos

En esta fase participaron los 42 Clubes de la Liga Premier de Ascenso jugando en cada grupo todos contra todos durante las jornadas respectivas, a un solo partido.
El orden de los clubes al final de la Fase de Calificación del torneo correspondió a la suma de los puntos obtenidos por cada uno de ellos y se presentará en forma descendente. Si al finalizar las 17 jornadas del torneo, dos o más clubes estuviesen empatados en puntos, su posición en la Tabla general será determinada atendiendo a los siguientes criterios de desempate:
1. Mejor diferencia entre los goles anotados y recibidos.
2. Mayor número de goles anotados.
3. Marcadores particulares entre los Clubes empatados.
4. Mayor número de goles anotados como visitante.
5. Mejor ubicado en la Tabla general de cociente.
6. Tabla Fair Play.
7. Sorteo.

Para determinar los lugares que ocuparon los clubes que participaron en la fase final del torneo se tomará como base la Tabla general de clasificación.
Participaron automáticamente por el título de Campeón de la Liga Premier de Ascenso los primeros 2 lugares de cada grupo y los dos mejores terceros (8 en total).

#### Fase final
Los 8 clubes calificados para esta fase del torneo fueron reubicados de acuerdo con el lugar que ocupen en la tabla general al término de la jornada 17, con el puesto del número uno al club mejor clasificado, y así hasta el #8. Los partidos a esta Fase se desarrollarán a visita, en las siguientes etapas:
- Cuartos de final
- Semifinales
- Final

Los Clubes vencedores en los partidos de cuartos de final y semifinal fueron aquellos que en los dos juegos anotaron el mayor número de goles. Si hubo empate en el número de goles anotados, la posición se definió a favor del club con mayor cantidad de goles a favor cuando actúe como visitante.
Si una vez aplicado el criterio anterior los clubes siguieron empatados, se observó la posición de los clubes en la Tabla general de clasificación.
Los partidos correspondientes a la Fase final se jugaron obligatoriamente los días miércoles y sábado, y jueves y domingo eligiendo, en su caso, exclusivamente en forma descendente, los cuatro Clubes mejor clasificados en la Tabla general al término de la jornada 17, el día y horario de su partido como local. Los siguientes cuatro Clubes podrán elegir únicamente el horario.
El Club vencedor de la Final y por lo tanto Campeón, fue aquel que en los dos partidos anotó el mayor número de goles. Si al término del tiempo reglamentario el partido está empatado, se agregarán dos tiempos extras de 15 minutos cada uno. De persistir el empate en estos periodos, se procederá a lanzar tiros penales hasta que resulte un vencedor.
Los partidos de cuartos de final se jugaron de la siguiente manera:
Llave 3 vs Llave 4
Llave 5 vs Llave 6
En las semifinales participaron los cuatro clubes vencedores de cuartos de final, reubicándolos del uno al cuatro, de acuerdo a su mejor posición en la Tabla general de clasificación al término de la jornada 17 del torneo correspondiente, enfrentándose:
Disputaron el título de Campeón de los Torneos Apertura 2008 y Clausura 2009 los dos clubes vencedores de la fase semifinal correspondiente, reubicándolos del uno al dos, de acuerdo a su mejor posición en la Tabla general de clasificación al término de las jornadas de cada torneo.

### Equipos participantes

#### Zona Sur
| Equipo                 | Ciudad                         |
| ---------------------- | ------------------------------ |
| Albinegros de Orizaba  | Orizaba, Veracruz              |
| Cañeros de Zacatepec   | Zacatepec, Morelos             |
| Cuautitlán             | Cuautitlán, Estado de México   |
| ECA Norte              | Oaxtepec, Morelos              |
| Inter Playa del Carmen | Playa del Carmen, Quintana Roo |
| Mérida FC B            | Mérida, Yucatán                |
| Ocelotes UNACH         | Tuxtla Gutiérrez, Chiapas      |
| Potros UAEM            | Toluca, Estado de México       |
| Pioneros de Cancún     | Cancún, Quintana Roo           |
| Pumas Naucalpan        | Naucalpan, Estado de México    |
| Tecamachalco           | Huixquilucan, Estado de México |
| Universidad del Fútbol | Pachuca, Hidalgo               |

#### Zona Central
| Equipo                  | Ciudad                         |
| ----------------------- | ------------------------------ |
| Altamira FC             | Altamira, Tamaulipas           |
| Angeles de Comsbmra     | San Andrés Cholula, Puebla     |
| Bravos de Nuevo Laredo  | Nuevo Laredo, Tamaulipas       |
| Cachorros León          | León, Guanajuato               |
| Celaya FC               | Celaya, Guanajuato             |
| Cruz Azul Jasso         | Jasso, Hidalgo                 |
| FC Excélsior            | Salinas Victoria, Nuevo León   |
| Irapuato                | Irapuato, Guanajuato           |
| La Piedad               | La Piedad, Michoacán           |
| Necaxa B                | Aguascalientes, Aguascalientes |
| Petroleros de Salamanca | Salamanca, Guanajuato          |
| Querétaro FC B          | Querétaro, Querétaro           |
| Tampico Madero          | Tampico Madero, Tamaulipas     |
| Unión de Curtidores     | León, Guanajuato               |

#### Zona Norte
| Equipo                              | Ciudad                         |
| ----------------------------------- | ------------------------------ |
| Atlético Lagunero                   | Gómez Palacio, Durango         |
| Búhos de Hermosillo                 | Hermosillo, Sonora             |
| Cachorros U. de G.                  | Ciudad Guzmán, Jalisco         |
| Cuervos Negros de Zapotlanejo       | Zapotlanejo, Jalisco           |
| Delfines de Los Cabos               | Los Cabos, Baja California Sur |
| Dorados Fuerza UACH                 | Chihuahua, Chihuahua           |
| Dorados Los Mochis                  | Los Mochis, Sinaloa            |
| Loros de la Universidad de Colima   | Colima, Colima                 |
| CF Soccer Manzanillo                | Manzanillo, Colima             |
| Tecos UAG Tecomán                   | Tecomán, Colima                |
| Toros de Zacatecas                  | Zacatecas, Zacatecas           |
| Vaqueros de Ixtlán                  | Ameca, Jalisco                 |
| Xoloitzcuintles Vaqueros de Nayarit | Tepic, Nayarit                 |
| Zorros de Reynosa                   | Reynosa, Tamaulipas            |

### Torneo Apertura 2008 Liga Premier de Ascenso
Información sobre el torneo: Anexo:Torneo Apertura 2008 Liga Premier de Ascenso
El Torneo Apertura 2008 fue el 23º torneo corto que abrió la temporada LIX de la Segunda División.
Los equipos de Mérida FC y Loros de la Universidad de Colima fueron los finalistas del primer torneo de la temporada llegando a la serie final de dos partidos. El primero de ellos se celebró en el Estadio Carlos Iturralde Rivero de Mérida el día 17 de diciembre, en donde el conjunto de los Loros se hizo con la victoria por 0-1, el encuentro de vuelta se disputó en el Olímpico Universitario de Colima el día 20, en esta ocasión los yucatecos lograron ganar en el tiempo regular por 2-1, lo que provocó una definición en serie en penales, donde el conjunto meridano se impuso por 3-2 logrando de esa forma el campeonato y su pase a la final por el ascenso.

### Torneo Clausura 2009 Liga Premier de Ascenso
Artículo principal: Anexo:Torneo Clausura 2009 Liga Premier de Ascenso
El Torneo Clausura 2009 fue el 24º torneo corto que cerró la temporada LIX de la Segunda División.
Los conjuntos de Dorados Los Mochis y la Universidad del Fútbol fueron los dos conjuntos que llegaron a la final de este torneo. El primer partido de la serie se celebró el 20 de mayo en el Estadio Centenario de Los Mochis, el equipo universitario se hizo con la victoria por marcador de 1-2. Finalmente el juego de vuelta se jugó el día 23 en el Estadio Hidalgo de Pachuca, en donde el conjunto universitario sentenciaría el campeonato tras ganar por 3-1 a los mochitenses, logrando de esta manera el campeonato y el derecho a disputar el Campeonato de la Liga Premier de Ascenso ante el Mérida FC.

## Temporada 2008-09 Liga de Nuevos Talentos
La Temporada 2008-09, la primera en el formato de Liga de Nuevos Talentos, se dividió en dos torneos cortos: el Apertura 2008, celebrado entre los meses de agosto y diciembre, y el Clausura 2009, que se jugó entre enero y junio. En la primera vuelta de la temporada el conjunto de la Universidad Autónoma de Hidalgo se proclamó campeón de la liguilla de ascenso, mientras que el Académicos de Atlas hizo lo propio en la de filiales. En el campeonato que cerró la temporada, el equipo de América Coapa fue el ganador de la liguilla promocional, por otro lado, el conjunto de Guadalajara B fue el campeón de la liguilla de filiales. Finalmente la filial americanista derrotaría al conjunto universitario hidalguense y lograría su ascenso a la Liga Premier.

### Sistema de competición
El sistema de competición se desarrolló en dos fases:
- Fase de calificación: que se integra por las 12 jornadas del torneo.
- Fase final: que se integra por los partidos de ida y vuelta en rondas de cuartos de final, de semifinal y final.

Las fases de calificación y final se rigieron por los mismos elementos que la Liga Premier de Ascenso. Sin embargo, en esta competición hubo dos liguillas: la de los equipos con derecho a promocionar y la de filiales.

### Equipos participantes

#### Zona Sureste
| Equipo                          | Ciudad                                |
| ------------------------------- | ------------------------------------- |
| Alebrijes de Oaxaca             | Oaxaca, Oaxaca                        |
| Atlante Tabasco                 | Comalcalco, Tabasco                   |
| CD Cuautla                      | Cuautla, Morelos                      |
| Deportivo Contreras             | Magdalena Contreras, Distrito Federal |
| Gallos Blancos de Izcalli       | Cuautitlán Izcalli, Estado de México  |
| Inter de Tehuacán               | Tehuacán, Puebla                      |
| Lobos Prepa                     | Puebla, Puebla                        |
| Puebla FC B                     | Puebla, Puebla                        |
| Titanes de Tulancingo           | Tulancingo, Hidalgo                   |
| Universidad Autónoma de Hidalgo | Pachuca, Hidalgo                      |
| Valle del Mezquital             | Tezontepec, Hidalgo                   |

#### Zona Bajío
| Equipo                | Ciudad                         |
| --------------------- | ------------------------------ |
| Académicos de Atlas   | Zapopan, Jalisco               |
| Alto Rendimiento Tuzo | Pachuca, Hidalgo               |
| América Coapa         | México, D.F.                   |
| Atlético Cihuatlán    | Cihuatlán, Jalisco             |
| Cadereyta FC          | Cadereyta de Montes, Querétaro |
| Chivas San Rafael     | Guadalajara, Jalisco           |
| Guadalajara B         | Zapopan, Jalisco               |
| Monarcas Morelia B    | Morelia, Michoacán             |
| CD Oro                | Zapopan, Jalisco               |
| Pumas Prepa           | México, D.F.                   |
| Toluca B              | Metepec, Estado de México      |

#### Zona Noroeste
| Equipo                            | Ciudad                      |
| --------------------------------- | --------------------------- |
| Cachorros de la UANL              | Zuazua, Nuevo León          |
| Correcaminos de la UAT B          | Ciudad Victoria, Tamaulipas |
| Deportivo Guamúchil               | Guamúchil, Sinaloa          |
| CF Durango                        | Durango, Durango            |
| Durango Vizcaya                   | Guadalupe Victoria, Durango |
| Huracanes de Matamoros            | Matamoros, Tamaulipas       |
| Indios B                          | Ciudad Juárez, Chihuahua    |
| Millonarios de La Joya            | Apodaca, Nuevo León         |
| Rayados 2a                        | Santiago, Nuevo León        |
| Real Saltillo Soccer              | Saltillo, Coahuila          |
| Santos Laguna B                   | Gómez Palacio, Durango      |
| Universidad Autónoma de Zacatecas | Fresnillo, Zacatecas        |

### Torneo Apertura 2008 Liga de Nuevos Talentos
Información del torneo: Anexo:Torneo Apertura 2008 Liga de Nuevos Talentos
El Torneo Apertura 2008 fue el 23º torneo corto que abrió la temporada LIX de la Segunda División y el primero en la modalidad.
Al ser una liga con una presencia elevada de conjuntos filiales de equipos de divisiones superiores se celebraron dos liguillas de campeonato en esta categoría. La primera liguilla fue llamada de Ascenso, en la final de la rama se enfrentaron los equipos de Alto Rendimiento Tuzo y el representativo de la Universidad Autónoma de Hidalgo, ambos con sede en Pachuca, el partido de ida se celebró el 6 de diciembre en el Estadio Hidalgo, donde el conjunto tuzo se hizo con el triunfo por 2-1, por otra parte, la vuelta se jugó el 13 de diciembre en el Estadio Revolución Mexicana, en esta ocasión el conjunto universitario remontó la eliminatoria al ganar por 2-0 para tener un global favorable de 3-2 y convertirse en el primer campeón de la Liga.
En el formato de Liguilla de Filiales, los finalistas fueron los conjuntos de Académicos de Atlas y Santos Laguna B, el partido de ida se celebró el 10 de diciembre en Gómez Palacio, con empate a un gol, la vuelta se jugó el día 13 en Zapopan, donde el conjunto de la academia se impuso por 1-0 ganando el título de filiales.

### Torneo Clausura 2009 Liga de Nuevos Talentos
lnformación del torneo: Anexo:Torneo Clausura 2009 Liga de Nuevos Talentos
El Torneo Clausura 2009 fue el 24º torneo corto que cerró la temporada LIX de la Segunda División y el segundo en la modalidad.
En la Liguilla de Ascenso, los conjuntos de América Coapa y Correcaminos UAT B llegaron a la final, el partido de ida se celebró el 9 de mayo en la Ciudad de México, en ese cotejo el conjunto de Coapa se impuso por tres goles a dos. La vuelta se jugó el día 17 en Ciudad Victoria, donde los tamaulipecos ganaron el partido en tiempo regular por 1-0, al haber empate en el global fue necesaria la celebración de una serie de penales, en la cual los americanistas salieron triunfantes por 6 a 5, de esta forma se convirtieron en campeones y ganaron su pase a la final de la temporada contra el equipo de la Universidad Autónoma de Hidalgo.
Por otra parte, en la Liguilla de Filiales, los equipos Guadalajara B y Santos Laguna B llegaron a la serie por el campeonato, el primer juego se disputó el 13 de mayo en Zapopan, donde el conjunto lagunero se hizo con la victoria por 0-2. El partido de vuelta se jugó el 17 en Gómez Palacio, en este cotejo la filial de las Chivas se hizo con el triunfo por 1-3, forzando al desempate en penales, donde finalmente se haría con el título tras ganar la serie por 4-2

## Final por el Ascenso a la Liga Premier de Ascenso
La serie para definir al equipo que obtendría su pase a la Liga Premier enfrentó a los equipos América Coapa y Universidad Autónoma de Hidalgo.
| 20 de mayo de 2009 | América Coapa | 0:0 | U.A. Hidalgo | Estadio Azteca, Ciudad de México |  |

| 23 de mayo de 2009                                                          | U.A. Hidalgo | 0:0 (8:9) | América Coapa | Estadio Revolución Mexicana, Pachuca |  |
| América Coapa campeón de la Temporada 2008-09 de la Liga de Nuevos Talentos |              |           |               |                                      |  |

## Final de Ascenso a la Liga de Ascenso
La serie para definir al campeón de la Segunda División, que a su vez obtendría el boleto para la Liga de Ascenso enfrentó al Mérida FC contra la Universidad del Fútbol.
| 27 de mayo de 2009 | Mérida F.C. B | 2:1 | Universidad del Fútbol | Estadio Carlos Iturralde Rivero, Mérida |  |

| 31 de mayo de 2009                                                        | Universidad del Fútbol | 1:1 | Mérida F.C. B | Estadio Hidalgo, Pachuca |  |
| Mérida F.C. campeón de la Temporada 2008-09 de la Liga Premier de Ascenso |                        |     |               |                          |  |

| Campeón de Ascenso 2008-09 |
| -------------------------- |
|                            |
| Mérida F.C. B              |
| 1° Título                  |